# Steppin' Out (canción de Kool & The Gang)
«Steppin' Out» es una canción de la banda estadounidense Kool & the Gang, lanzada en septiembre de 1981 como el primer sencillo de su álbum Something Special.
En Estados Unidos llegó al número 12 en la lista Billboard Hot Black Singles, al 16 en la Dance Club Songs y al 89 en la Billboard Hot 100. En Reino Unido alcanzó el puesto 12 en la UK Singles Chart y en Irlanda el 20. 
La canción fue relanzada en 2004, junto a Beverley Knight, para el álbum de remezclas The Hits: Reloaded.

## Lista de canciones
sencillo 7" (Estados Unidos De Lite DE 816)
A "Steppin' Out" - 3:28
B "Love Festival" - 4:55
sencillo 7" (Reino Unido De Lite DE 4)
A "Steppin' Out" - 3:35
B "Just Friends" - 4:23

## Posicionamiento en listas
| Lista (1981–1982)                  | Máxima posición |
| ---------------------------------- | --------------- |
| Estados Unidos (Billboard Hot 100) | 89              |
| Estados Unidos (Hot Black Singles) | 12              |
| Estados Unidos (Dance Club Songs)  | 16              |
| Irlanda (IRMA)                     | 20              |
| Reino Unido (UK Singles Chart)     | 12              |